# Hymenula cerealis
Hymenula cerealis är en svampart som beskrevs av Ellis & Everh. 1894. Hymenula cerealis ingår i släktet Hymenula, divisionen sporsäcksvampar och riket svampar.   Inga underarter finns listade i Catalogue of Life.